# فيليكس هوفمان
فيليكس هوفمان (بالألمانية: Felix Hoffmann)‏ عالم كيميائي ألماني ،يعتبر أول من صنع أسبرين والهيروين طبياً. وُلِد في 21 يناير 1868 في لودفيغسبورغ ودرس الكيمياء في ميونيخ.
في عام 1894، التحق بفريق البحوث الصيدلانية لشركة باير في إيلبيرفيلد. في 10 أغسطس 1897، نجح هوفمان بتصنيع حمض أسيتيل الساليسيليك (ASA) لأول مرة بشكل مستقر قابل للاستخدام التطبيقي الطبي. قامت باير بتسويق هذه المادة تحت اسم الأسبرين.
بعد تركيب الأسبرين، انتقل هوفمان إلى قسم تسويق الأدوية، حيث بقي حتى تقاعده في عام 1928. توفي في 8 فبراير 1946.